# 明日への光 (樋井明日香の曲)
「明日への光」（あすへのひかり）は、樋井明日香が2007年にSONIC GROOVEから発表した3枚目のシングル。

## 解説
「たったひとりの君」以来の3年ぶりのソロ・シングルとなった。C/W曲「君がいた場所」は、初の本人作詞による楽曲。初回限定盤は、「明日への光」MVとオフショットを収録したDVDとの2枚組で、ジャケットも異なる。表題曲は、アニメ『瀬戸の花嫁』の初代EDテーマに使用された。

## 収録曲
1. 明日への光
作詞・作曲・編曲：佐々倉有吾
2. VOICES
作詞・作曲：瀧川潤／編曲：星野孝文
3. 君がいた場所
作詞：樋井明日香／作曲・編曲：川口進
4. 明日への光 (Instrumental)
5. VOICES (Instrumental)
6. 君がいた場所(Instrumental)